# 하치오지역
하치오지역(일본어: 八王子駅, はちおうじえき)은 일본 도쿄도 하치오지시에 있는 철도역이다.
동일본 여객철도 열차 및 일본화물철도 열차가 정차하는 역이며, 주오 본선의 모든 특급열차가 정차하는 역이다.

## 타는 곳
| 1   | ■ 하치코 선                   | 하이지마·고마가와·가와고에 방면                                                                    |
| 2   | ■ 주오 본선                   | 다치카와·신주쿠방면                                                                                |
| 2   | ■ 주오 쾌속선                 | 다치카와·신주쿠·도쿄방면                                                                           |
| 3   | ■ 주오 본선                   | (당역에서부터 출발·화물 대피선)                                                                    |
| 3   | ■ 주오 쾌속선                 | (당역에서부터 출발)다치카와·신주쿠·도쿄 방면                                                       |
| 4   | ■ 주오 본선                   | 고후·고부치자와·시오지리·마쓰모토 방면                                                             |
| 4   | ■ 주오 쾌속선                 | 다카오·오쓰키 방면 후지 급행 선에 직결 운행 가와구치 호 방면                                       |
| 5·6 | ■ 요코하마 선                 | 마치다·신요코하마·히가시카나가와·요코하마 방면 네기시 선에 직결 운행 사쿠라키초·이소고·오후나 방면 |
| 5·6 | ■ 사가미 선 (아침 및 저녁 만) | 가미미조·에비나·아쓰기·지가사키 방면                                                               |

- 요코하마선과 주오 선을 직결하는 특급열차인 하마카이지 호 열차는 3번 및 4번 타는 곳에 진입.
- 주오 쾌속선 상행선을 타다가 이 역에서 하치코 선 열차로 갈아탈 경우 앞의 칸(첫 번째칸에서 네 번째 칸 까지)에 승차할 것(그렇지 않을 경우 하치코 선 열차를 놓칠 수 있음.)

## 역세권 정보
- 국도 16호선
- 국도 20호선
- 게이오 하치오지 역 (게이오 전철 게이오 선)

## 사진

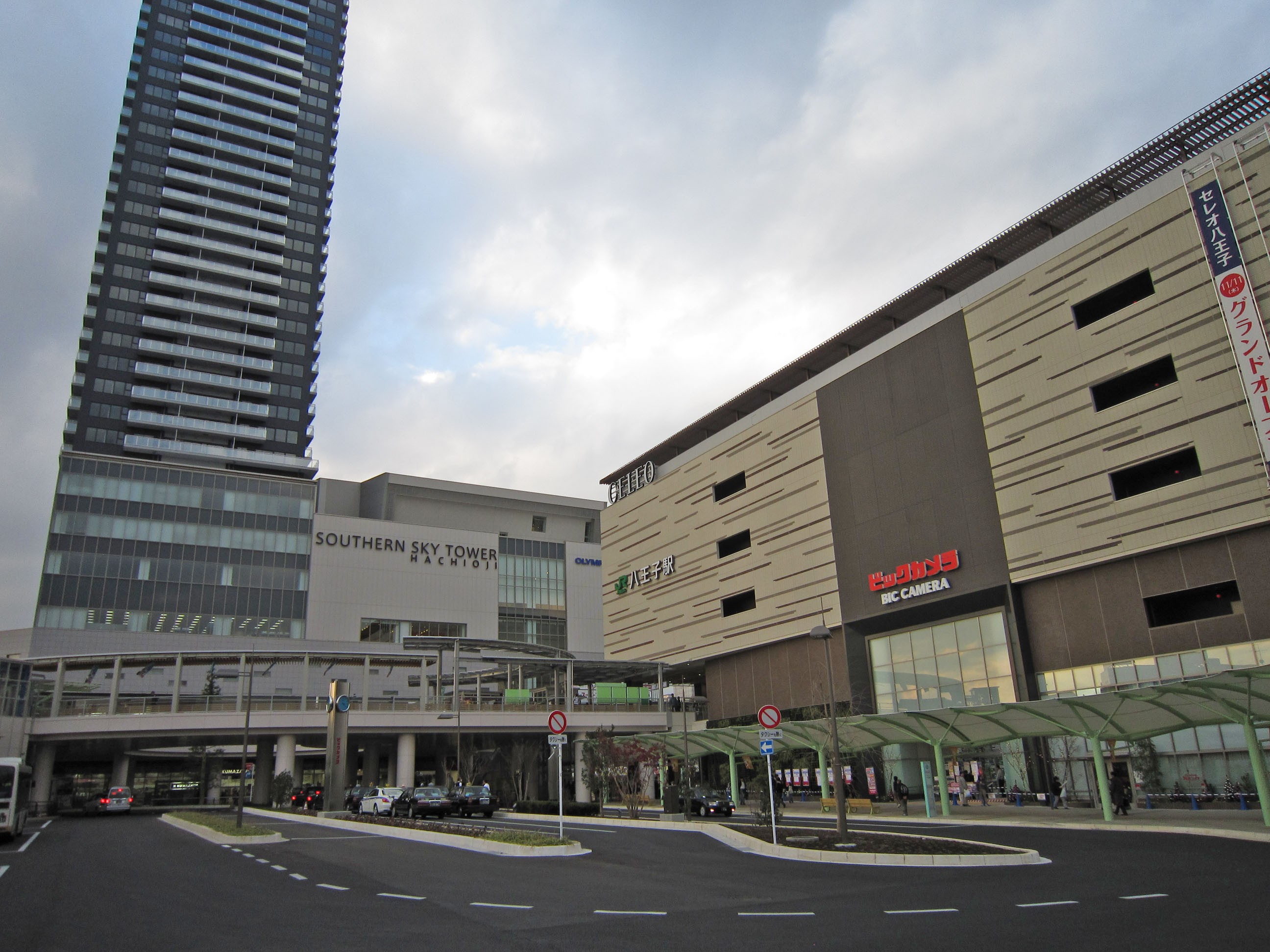
남쪽 출입구

## 인접역
| 동일본 여객철도 주오 본선          | 동일본 여객철도 주오 본선               | 동일본 여객철도 주오 본선        |
| ---------------------------------- | --------------------------------------- | -------------------------------- |
| JC 19 다치카와 도쿄 방면           | 주오 쾌속선 주오 라이너 · 틍근특쾌      | JC 24 다카오 방면                |
| JC 21 도요다 도쿄 방면             | 주오 쾌속선 주오 특쾌 · 통근쾌속 · 쾌속 | JC 23 니시하치오지 다카오 방면   |
| JC 21 도요다 다치카와 방면         | 주오 본선 보통                          | JC 23 니시하치오지 마쓰모토 방면 |
| 동일본 여객철도 하치코 선          |                                         |                                  |
| 시·종착역                          | ■ 하치코 선 · 가와고에 선               | 기타하치오지 고마가와 방면       |
| 동일본 여객철도 요코하마 선        |                                         |                                  |
| JH 31 가타쿠라 히가시카나가와 방면 | 요코하마 선                             | 시·종착역                        |
| 가타쿠라 지가사키 방면             | ■ 사가미 선 직결 열차                   | 시·종착역                        |